# Ipomoea compressa
Ipomoea compressa är en vindeväxtart som beskrevs av Giovanni Gussone. Ipomoea compressa ingår i släktet praktvindor, och familjen vindeväxter. Inga underarter finns listade i Catalogue of Life.